# Stormwatch (fumetto)
Stormwatch è un gruppo di supereroi dei fumetti pubblicato dalla DC Comics sotto l'etichetta WildStorm.
Nato nel marzo 1993 con il primo numero della collana omonima sotto il marchio Image Comics è poi passato sotto l'etichetta WildStorm (sempre per la Image), acquistata dalla DC Comics nel 1998; è stato pubblicato in Italia dalla Star Comics quando apparteneva alla Image ed è attualmente pubblicato dalla Panini Comics, che detiene i diritti per la pubblicazione della Wildstorm in Italia.